# Sender Lauterach
Der Sender Lauterach ist eine Einrichtung zur Ausstrahlung von UKW-Hörfunkprogrammen (bis 1. Januar 1995 auch eines Hörfunkprogramms auf der Mittelwellenfrequenz 1026 kHz, vor der Einführung von DVB-T auch von Fernsehprogrammen, bis 31. Dezember 2010 auch von DVB-H) des ORF bei Lauterach in Vorarlberg. Als Sendemast wird ein 116 Meter hoher, abgespannter Stahlfachwerkmast verwendet, der gegen Erde isoliert ist und in seiner Bauausführung den beiden Masten des einstigen Senders Aldrans ähnelt.
Möglicherweise ist er der älteste Sendemast des ORF. Der Sender Lauterach ging 1933 in Betrieb und war zum Ende des Zweiten Weltkriegs einer der letzten funktionsfähigen Radiosender im damaligen Deutschen Reich. Zur Anlage gehört auch eine zweite kleinere und gegen Erde isolierte Antenne, welche als parasitäres Element dazu diente, die Strahlungscharakteristik abzuändern. Dies erfolgte, weil ein Sender in Norwegen dieselbe Frequenz benutzte. Die zweite Antenne wurde also als Direktor verwendet. Die gesamte Sendeanlage steht heute unter Denkmalschutz.
Obwohl der Sender Lauterach heute nicht mehr als Mittelwellensender genutzt wird, dürfte eine Nutzung dieser Anlage für diesen Frequenzbereich immer noch möglich sein und war für Truckradio zeitweilig geplant.

## Geschichte
Der Sender Lauterach ging am 15. November 1933 versuchsweise mit einer Leistung von 200 Watt in Betrieb. Am 18. Dezember 1934 erfolgte die offizielle Inbetriebnahme mit einer Leistung von 2 Kilowatt auf der Frequenz von 1294 kHz, die Österreich im Rahmen des Luzerner Wellenplans zugeteilt wurde. Im Frühjahr 1935 wurde der Sender modernisiert und die Sendeleistung auf 5 Kilowatt erhöht.
Im Dritten Reich kam der Sender zum Reichssender Stuttgart und wurde zu einem Relaissender für das Gau Tirol-Vorarlberg heruntergestuft. Am 2. Mai 1945 wurde die Region Dornbirn von französischen Truppen besetzt. Der Sendebetrieb des Reichsrundfunks wurde gegen Mittag des 2. Mai 1945 eingestellt und um 21:30 Uhr mit Zustimmung der französischen Befreiungsarmee wieder fortgesetzt. Kurz zuvor wurde die Sprengung des Sendemastes und der rundfunktechnischen Einrichtungen verhindert. Dieser Sender soll der erste aktive Radiosender des befreiten Österreich mit einem von Österreichern frei gestalteten Programm gewesen sein. Die Rundfunkstation befand sich zu der Zeit notdürftig im Keller des Rathauses Dornbirn und die Sendezeit betrug die ersten vier Monate nach Aufnahme des Sendebetriebs täglich nur eineinhalb Stunden. Ab Herbst 1945 begann mit organisatorischer und technischer Unterstützung der französischen Armee ein Zwölfstundenbetrieb.
Schon bald bildete man mit dem Sender Aldrans eine Gleichwelle auf 519 kHz, bis man im Zuge des Kopenhagener Wellenplans am 15. März 1950 auf die Frequenz 629 kHz umstellte. Ein Jahr später konnte die Leistung schon auf 12 Kilowatt erhöht werden. Anfang Dezember 1954 kam der Sender zum Österreichischen Rundfunk (ORF), der ihn als UKW-Füllsender heute noch betreibt. Dieser nahm am 6. Dezember 1955 neue Sender in Betrieb, mit denen das erste Programm auf 629 kHz mit 25 Kilowatt und das zweite Programm auf 1025 kHz mit 10 Kilowatt ausgestrahlt wurde. Seit 1. Oktober 1967 – dem Datum der Einführung der ORF-Regionalprogramme – wurde das Kulturprogramm Österreich 1 (Ö1) auf 1025 kHz und das Regionalprogramm Österreich Regional (Ö2) auf 629 kHz ausgestrahlt.
Am 5. September 1977 wurde die Ausstrahlung des ersten Programms auf 629 kHz eingestellt und der 25-Kilowatt-Sender auf 1026 kHz umgestimmt. Zusätzlich wurde ein weiterer 25-Kilowatt-Sender von einem anderen stillgelegten Senderstandort nach Lauterach versetzt und mit der zusammengeschalteten Sendeleistung von 50 Kilowatt ein Mischprogramm aus den Programmen Ö1 und Österreich Regional (Ö2) ausgestrahlt. Bis 1987 wurde mit dieser Sendeleistung gesendet, bis man schließlich wieder auf 25 Kilowatt verringerte. Am 1. Jänner 1995 folgte die komplette Stilllegung des Mittelwellensenders. Danach diente der Sender Dornbirn als Sender für UKW und TV, bis das analoge Fernsehen am 14. April 2008 abgeschaltet wurde. Von Herbst 2008 bis 31. Dezember 2010 wurde vom Sender Dornbirn auch DVB-H ausgestrahlt. Seitdem wird von diesem Standort nunmehr auf UKW gesendet.

## Frequenzen und Programme

### Analoger Hörfunk (UKW)
| Frequenz (MHz) | Programm         | RDS PS   | Senderlogo | RDS PI | Regionalisierung | ERP (kW) | Antennendiagramm rund (ND)/gerichtet (D) | Polarisation horizontal (H)/vertikal (V) |
| -------------- | ---------------- | -------- | ---------- | ------ | ---------------- | -------- | ---------------------------------------- | ---------------------------------------- |
| 88,6           | Hitradio Ö3      | __OE_3__ |            | A203   | –                | 0,2      | D                                        | V                                        |
| 94,5           | Radio Vorarlberg | RADIO-V_ |            | AB02   | Vorarlberg       | 0,2      | D                                        | V                                        |
| 104,5          | Ö1               | __OE_1__ |            | A201   | –                | 0,2      | D                                        | V                                        |

### Digitales Fernsehen (DVB-T2)
Die Anlage dient seit dem 14. Mai 2008 als DVB-T Sender.
| Multiplex               | Kanal | Frequenz (MHz) | Programme im Bouquet                                                                                        | ERP (kW) gerichtet | Polarisation |
| ----------------------- | ----- | -------------- | --- | ------------------ | ------------ |
| SimpliTV MUX B (DVB-T2) | 21    | 474            | ATV HD, ATVII, PULS 4, ServusTV HD, RTL HD, 3sat HD, HGTV, ZDFinfo                                          | 20                 | horizontal   |
| SimpliTV MUX F (DVB-T2) | 22    | 482            | Sat.1 HD, ProSieben HD, Puls 4 HD, VOX HD, Disney Channel, CNN, Deluxe Music, Puls 24                       | 20                 | horizontal   |
| ORS MUX A (DVB-T2)      | 24    | 498            | ORF 1, ORF 1 HD, ORF 2 W, ORF 2 V HD, ORF 2 T HD, ORF 2 K HD, ORF III HD, ORF SPORT + HD                    | 20                 | horizontal   |
| SimpliTV MUX E (DVB-T2) | 25    | 506            | Das Erste HD, KiKA, RTL II, Sixx, kabel eins, Eurosport, Playboy TV, Sport1, ZDF HD, ZDFneo HD              | 20                 | horizontal   |
| SimpliTV MUX D (DVB-T2) | 31    | 554            | ARD one, DMAX AT, n-tv, Nickelodeon, Phoenix, RTLNITRO AT, Super RTL, Sat.1 Gold Österreich, ARTE HD, BR HD | 20                 | horizontal   |

## Ehemalige Frequenzen und Programme

### Digitales Fernsehen für Handhelds (DVB-H)
Vom Sender Lauterach wurde bis zum 31. Dezember 2010 auch DVB-H ausgestrahlt:
| Kanal | Frequenz (MHz) | Programm | ERP (kW) | Sendediagramm rund (ND)/ gerichtet (D) | Polarisation horizontal (H)/ vertikal (V) |
| ----- | -------------- | --- | -------- | -------------------------------------- | ----------------------------------------- |
| 31    | 554            | TV: ORF 1, ORF 2, ATV, Puls 4, ProSieben Austria, RTL Television, Sat.1 Österreich, VOX, laola1.tv, LALA (Universal Music TV), Krone TV, Red Bull TV, RTL II, N24, Super RTL Radio: Ö3, FM4, KroneHit, Ö1, LoungeFM | 7,42     | ND                                     | V                                         |

### Analoges Fernsehen (PAL)
Bis zur Umstellung auf DVB-T am 14. April 2008 diente der Sender Lauterach weiterhin für analoges Fernsehen:
| Kanal | Frequenz (MHz) | Programm | ERP (kW) | Sendediagramm rund (ND)/ gerichtet (D) | Polarisation horizontal (H)/ vertikal (V) |
| ----- | -------------- | -------- | -------- | -------------------------------------- | ----------------------------------------- |
| 47    | 679,25         | ORF 1    | 2        | D                                      | V                                         |
| 39    | 615,25         | ORF 2-V  | 2        | D                                      | V                                         |

### Analoger Hörfunk (MW)
Mittelwelle, die ursprüngliche Nutzung wurde vor längerer Zeit abgeschaltet.